# مهند قاسم
مهند قاسم مواليد 1 يوليو 1990 في بغداد، هو لاعب كرة قدم عراقي يلعب مع نادي النجف والمنتخب العراقي كحارس مرمى.

## المسيرة الاحترافية

### أندية لعب لها
- نادي أمانة بغداد
- نادي الطلبة
- نادي القوة الجوية
- النجف

## روابط خارجية
- مهند قاسم على موقع ناشيونال فوتبول تيمز (الإنجليزية)
- مهند قاسم على موقع Soccerway.com (الإنجليزية)
- مهند قاسم على موقع كووورة